# Gravesham
Gravesham /ˈɡreɪvʃəm/ è un borough del Kent in Inghilterra con sede a Gravesend.
Il distretto fu creato con il Local Government Act del 1972, il 1º aprile 1974 dalla fusione dei Municipal Borough di Gravesend e Northfleet, del distretto urbano di Northfleet e parte del distretto rurale di Strood.

## Ward e parrocchie
Ci sono 18 Ward nel borough, da quelle delle città di Gravesend (Central, Pelham, Riverside, Singlewell, Whitehill, Woodlands) e Northfleet (2 Ward, North e South), a quelle dei territori rurali (Coldharbour, Istead Rise, Painters Ash, Riverview, Westcourt). I villaggi esterni fanno parte delle seguenti Ward:
- Chalk
- Higham
- Meopham (2 Ward North e South)
- Shorne, Cobham e Luddesdowne
- Vigo, parte di Meopham South

Nel borough esistono poi le seguenti parrocchie, che escludono l'area del capoluogo:
- Cobham
- Higham
- Luddesdown
- Meopham
- Shorne
- Vigo